# 도르지수렝깅 소미야
도르지수렝깅 소미야(몽골어: Доржсүрэнгийн Сумъяа, 1991년 3월 11일~)는 몽골의 유도 선수이다. 2016년 하계 올림픽에서 여자 라이트급 은메달을 획득하여 몽골 여자 유도 선수로는 최초로 올림픽에서 메달을 획득했다. 또한 세계 선수권 대회에서 금메달 1개, 동메달 2개를 획득했다. 삼보 선수로도 활동하여 세계 선수권 대회에서 3회 우승했다.

## 개인사
언니인 뭉흐바타링 봉드마도 몽골 국가대표 유도, 삼보 선수로 활동했다.